# 奈良原延
奈良原 延（ならはら のべる、生没年不詳）は、戦国時代から安土桃山時代にかけての薩摩国島津氏家臣。通称は狩野介、受領名は安芸守。

## 生涯
奈良原氏の本姓は嵯峨源氏渡辺氏流筒井氏支流。あるいは藤原氏と称した。
父の資は島津宗家の勝久没落後に島津忠良に仕え、延も忠良の子である島津貴久に仕えた。天文17年（1548年）、本田氏の姫木城を攻め、在番していた北原氏を追い出すのに功を為し、天文19年（1550年）に貴久が伊集院より鹿児島へ入部する際は供をした。
元亀3年（1572年）5月、肝付氏との戦闘の際、弟の奈良原広と共に鎌田政近について牛根二川（現・鹿児島県垂水市）に伏兵し、肝付勢を打ち破った。天正元年（1573年）7月、肝付方の牛根城を攻めるべく早崎に陣を布いていた際に、肝付方が来襲した際も伊集院久春と共に足軽を率いて軍功を為した。
天正4年（1576年）に飫肥酒谷の地頭を仰せ付かる。天正6年（1578年）の耳川の戦いや、天正12年（1584年）の沖田畷の戦いにも参加した。
『「さつま」歴史人名集』（高城書房出版）では、延は天正15年（1587年）4月の根白坂の戦いで討ち死にしたとする一方、『本藩人物誌』では、同年同月の新納院高城の籠城戦に参加し、その後の文禄・慶長の役にも参加したが没年月日は不詳としている。

## 系譜
- 父：奈良原資
- 母：不詳
- 妻：不詳
  - 長男：奈良原敦
  - 次男：奈良原質